# لنس کرونین
لنس کرونین (انگلیسی: Lance Cronin؛ زادهٔ ۱۱ سپتامبر ۱۹۸۵) بازیکن فوتبال اهل بریتانیا است.
از باشگاه‌هایی که در آن بازی کرده‌است می‌توان به باشگاه فوتبال کریستال پالاس، باشگاه فوتبال اولدهام اتلتیک، باشگاه فوتبال مکلسفیلد تاون، باشگاه فوتبال گیلینگام، باشگاه فوتبال وایت‌هاوک، باشگاه فوتبال بریستول راورز، باشگاه فوتبال ابسفلیت یونایتد، باشگاه فوتبال وایکام واندررز، و باشگاه فوتبال شروزبری تاون اشاره کرد.
وی همچنین در تیم ملی فوتبال England C بازی کرده‌است.